# سينيلتيكوف
سينيلتيكوف هي مدينة من مدن أوكرانيا. يبلغ عدد سكانها 31,552 نسمة وذلك حسب إحصائيات سنة 2011.

## معرض صور

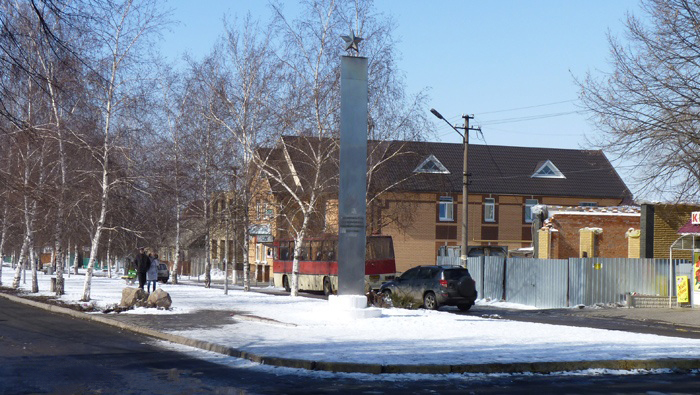
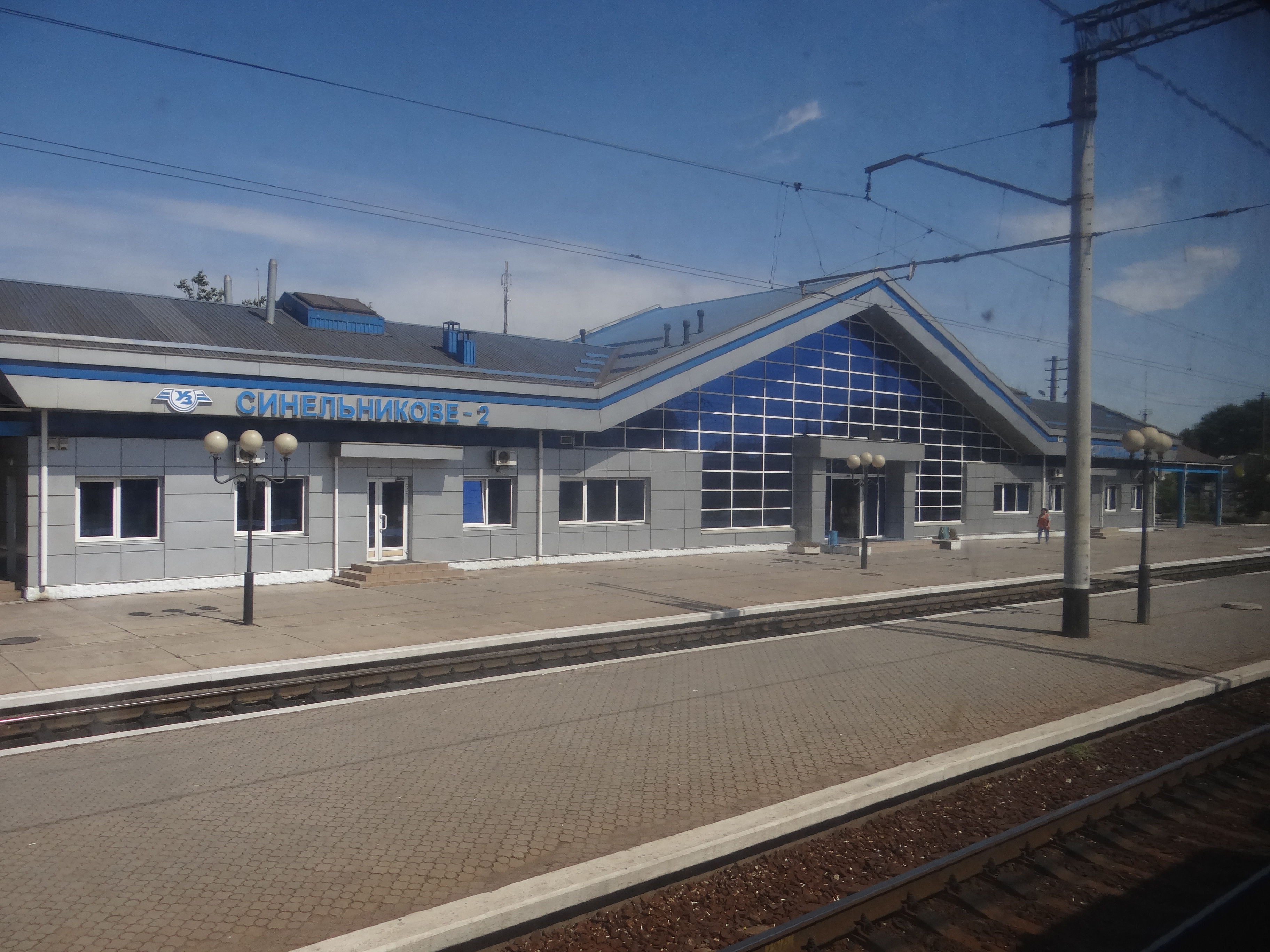
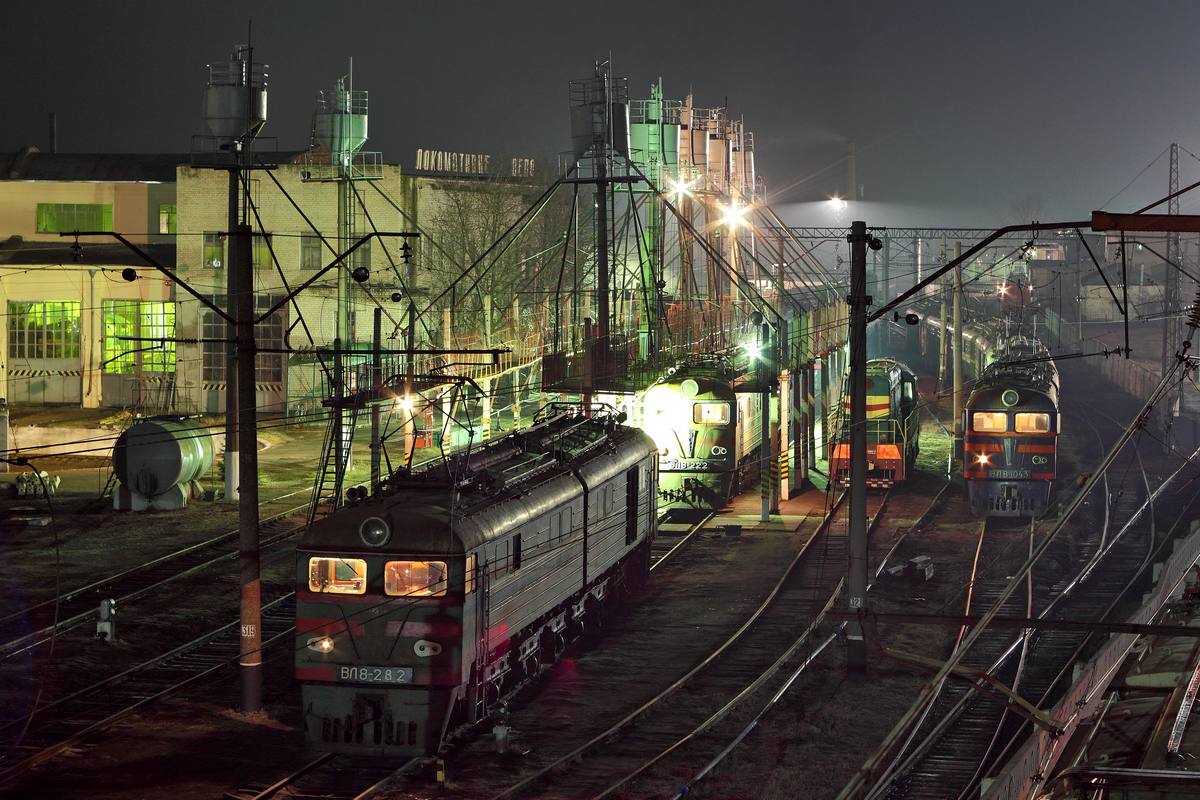